# Võ Thị Lớ
Võ Thị Lớ (1949–1969), tên thường gọi Sáu Lớ, là một nữ giao liên Việt Nam, Anh hùng Lực lượng vũ trang Nhân dân.

## Cuộc đời
Võ Thị Lớ sinh năm 1949 (Địa chí Tiền Giang ghi là năm 1950) ở xã Tăng Hòa, huyện Gò Công Đông, tỉnh Tiền Giang, đương thời thuộc tỉnh Gò Công. Năm 17 tuổi, cô tham gia hoạt động hợp pháp ở địa phương. Năm 1968, trước nguy cơ bị lộ, cô làm công tác giao liên bán hợp pháp ở Ban An ninh thị xã Gò Công do Trần Thanh Tâm làm Trưởng ban, nhiều lần hoàn thành xuất sắc nhiệm vụ.
Năm 1969, Tỉnh ủy Gò Công chỉ đạo Ban An ninh thị xã thành lập căn cứ ở Đồng Ninh B (Đồng Sơn Xép), gồm có cơ sở hậu cần của tỉnh Gò Công, các đơn vị quân y, trạm giao liên Tỉnh ủy,... Ngày 5 tháng 8, trong cuộc càn quét quy mô lớn của quân địch vào Đồng Sơn Xép (ấp Ninh Đồng, Đồng Sơn, Gò Công Tây), Võ Thị Lớ bị bắt. Sau nhiều lần đánh đập, tra hỏi, dụ dỗ để dò ra vị trí hầm chỉ huy bất thành, cô bị kẻ địch bắn chết lúc 11 giờ cùng ngày.

## Tôn vinh
Di hài của Võ Thị Lớ được an táng tại Nghĩa trang liệt sĩ huyện Gò Công Đông. Cô được gia đình ông Trần Thanh Tâm thờ tại nhà riêng tại xã Hiệp Thạnh (Châu Thành, Long An), sau khi được gia đình cho phép.
Ngày 3 tháng 8 năm 1995, Võ Thị Lớ được Chủ tịch nước truy tặng danh hiệu Anh hùng Lực lượng vũ trang nhân dân.
Tên cô được đặt cho một con đường ở thành phố Gò Công (Tiền Giang) và một trường tiểu học ở huyện Gò Công Đông.

## Danh hiệu
- Huân chương Chiến sĩ vẻ vang hạng Nhất
- Anh hùng Lực lượng vũ trang Nhân dân